# Colectiv
Colectiv is een Roemeense documentairefilm uit 2019 geregisseerd door Alexander Nanau. De film gaat over de brand in nachtclub Colectiv en de nasleep hiervan. Colectiv werd bij de 93ste Oscaruitreiking genomineerd voor beste buitenlandse film en beste lange documentairefilm. Het is de eerste Roemeense film die voor een Oscar genomineerd werd.

## Release
De film beleefde zijn internationale debuut op 4 september 2019 op het Filmfestival van Venetië. In november 2019 draaide de film op het IDFA in Amsterdam. Bioscoopreleases volgden op 28 februari 2020 in Roemenië en op 9 juli 2020 in Nederland. In andere landen zoals de Verenigde Staten en het Verenigd Koninkrijk werd de film op 20 november 2020 online uitgebracht.
Op 11 juli 2023 werd de film on het kader van 2Doc op NPO 2 uitgezonden.

## Plot
Op 30 oktober 2015 speelt de Roemeense metalcoreband Goodbye to Gravity in nachtclub Colectiv in Boekarest. Een brand breekt uit en 27 mensen komen te overlijden, ook raken 180 mensen gewond. Grootschalige protesten volgen en premier Victor Ponta van de Sociaaldemocratische Partij dient zijn ontslag in.
In de loop van de tijd overlijden nog 37 mensen aan hun wonden. Journalisten onderzoeken hoe het komt dat er zoveel slachtoffers in het ziekenhuis overlijden aan bacteriële infecties. Het blijkt dat desinfecterende producten vele malen verdund zijn, wat door minister van volksgezondheid Patriciu Achimaș-Cadariu ontkend wordt. Journalist Cătălin Tolontan van sportkrant Gazeta Sporturilor zet door en ontdekt dat al sinds 2008 bekend was dat er vele mensen in Roemeense ziekenhuizen aan bacteriële infecties overlijden, maar dat het probleem genegeerd werd.
De minister van volksgezondheid stapt op en Dan Condrea en de directeur van Hexi Pharma, de leverancier van de verdunde desinfectiemiddelen overlijdt bij een auto-ongeluk, waarbij moord en zelfmoord niet uitgesloten kunnen worden. Vlad Voiculescu wordt benoemd tot nieuwe minister van volksgezondheid en ontdekt dat grootschalige corruptie er toe lijdt dat patiënten overlijden en artsen daar weinig tegen kunnen doen. Voiculescu kan de corrupte ziekenhuismanagers, die hun posities overwegend gekocht hebben, niet ontslaan terwijl iedereen ontslaan de enige oplossing lijkt.
Bij de Roemeense parlementsverkiezingen 2016 op 11 december 2016 haalt de Sociaaldemocratische Partij meer dan 45% van de stemmen en 154 van de 329 zetels.